# Chiesa di San Niccolò (Villafranca in Lunigiana)
La chiesa di San Niccolò era un edificio sacro che si trovava a Villafranca in Lunigiana.
Posta accanto ai ruderi del Castello di Malnido, dove il torrente Bagnone confluisce nel Magra, ne rimangono oggi soltanto la torre campanaria e pochi altri resti. La chiesa, che si trovava lungo la Via Francigena, veniva usata in prevalenza per assistere i pellegrini lungo il loro viaggio.
La chiesa viene citata per la prima volta nel 1285 nell'atto del matrimonio che lega due nobili locali, la marchesa Manfredina di Giovagallo e Banduccio, figlio del conte Ugolino della Gherardesca. 

Fu sede della parrocchia di Villafranca fino alla metà del XVI secolo, quando questo titolo fu trasferito alla chiesa di San Giovanni Battista.
La fase di declino della chiesa giunse però con il passaggio della strada ferrata, negli ultimi anni del XIX secolo, e si accentuò per effetto dei danni subiti dai bombardamenti della Seconda guerra mondiale. 

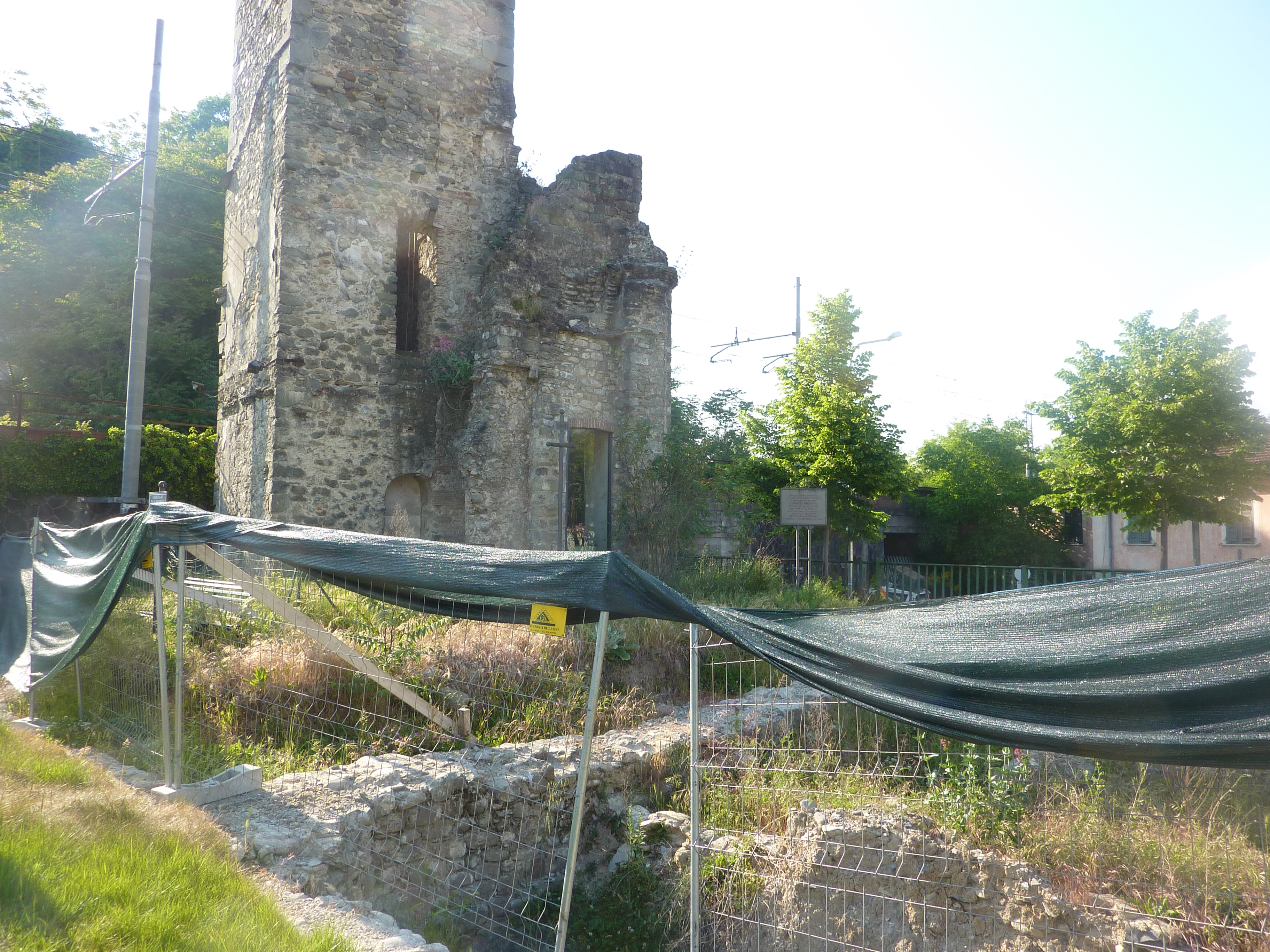
Resti della chiesa

Nel 1968 l'edificio fu abbattuto.